# Leichtathletik-Europameisterschaften 1966/400 m der Frauen

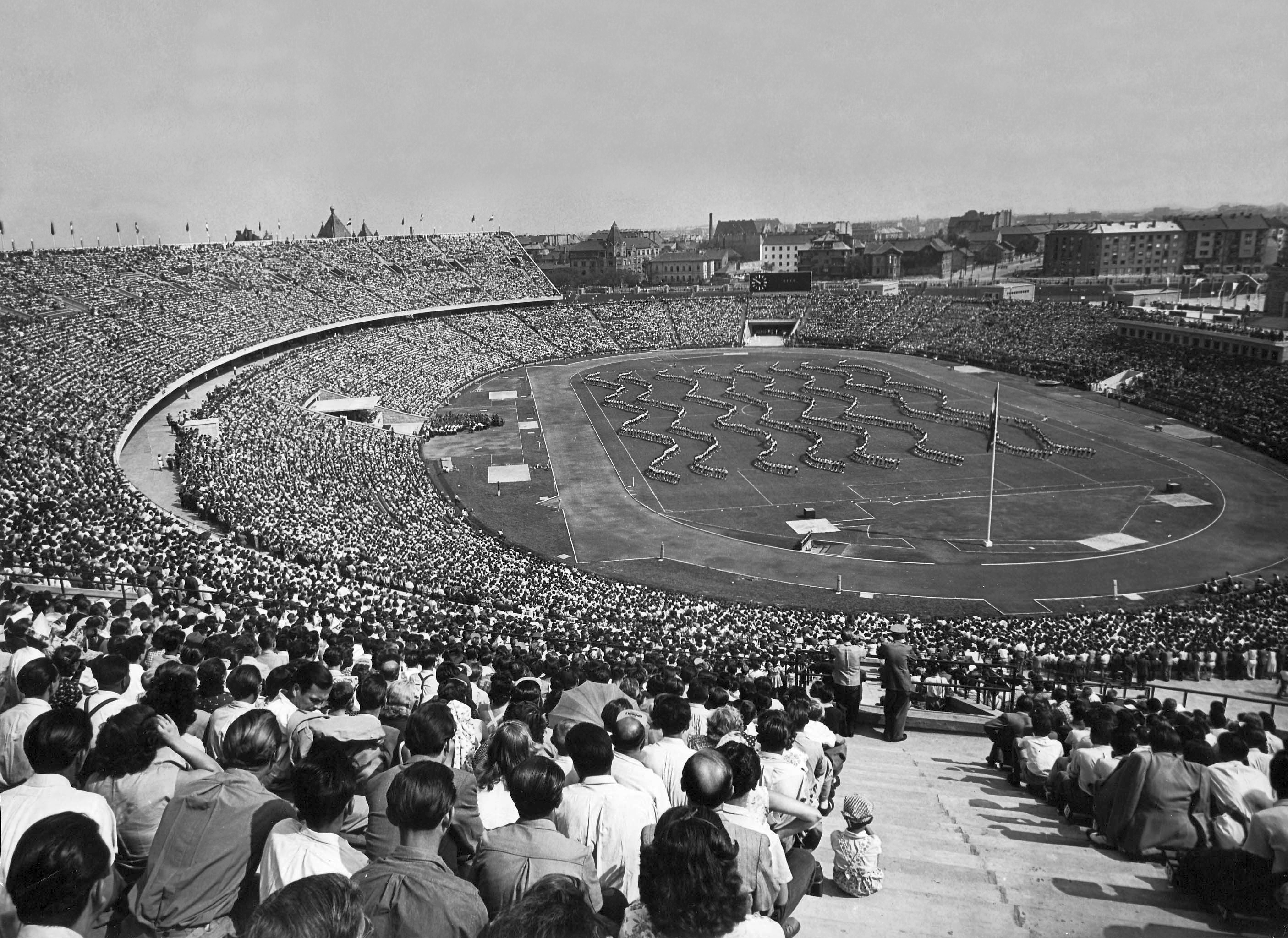
Das Népstadion bei einer Veranstaltung im Jahr 1953

Der 400-Meter-Lauf der Frauen bei den Leichtathletik-Europameisterschaften 1966 wurde vom 30. August bis 1. September 1966 im Budapester Népstadion ausgetragen.
Europameisterin wurde die Tschechoslowakin Anna Chmelková. Sie gewann vor der Ungarin Antónia Munkácsi. Bronze ging an die Französin Monique Noirot.

## Rekorde

### Bestehende Rekorde
| Weltrekord           | 51,9 s | Shin Kim-dan  | Pjöngjang, Nordkorea    | 23. Oktober 1962   |
| Europarekord         | 52,2 s | Ann Packer    | OS Tokio, Japan         | 17. Oktober 1964   |
| Meisterschaftsrekord | 53,4 s | Marija Itkina | EM Belgrad, Jugoslawien | 14. September 1962 |

### Rekordverbesserungen
Der bestehende EM-Rekord wurde verbessert und außerdem gab es neun neue Landesrekorde.
- Meisterschaftsrekord:
  - 52,9 s – Anna Chmelková (Tschechoslowakei), Finale am 1. September
- Landesrekorde:
  - 59,3 s – Adile Dani (Albanien), erster Vorlauf am 30. August
  - 52,6 s – Anna Chmelková (Tschechoslowakei), zweiter Vorlauf am 30. August
  - 57,6 s – Francine Peyskens (Belgien), dritter Vorlauf am 30. August
  - 54,2 s – Berit Berthelsen (Norwegen), erstes Halbfinale am 31. August
  - 54,5 s – Karin Wallgren (Schweden), erstes Halbfinale am 31. August
  - 54,5 s – Karin Wallgren (Schweden), erstes Halbfinale am 31. August
  - 52,9 s – Anna Chmelková (Tschechoslowakei), Finale am 1. September
  - 54,1 s – Helga Henning (BR Deutschland), Finale am 1. September
  - 54,1 s – Berit Berthelsen (Norwegen), Finale am 1. September

## Vorrunde
30. August 1966, 17.10 Uhr
Die Vorrunde wurde in fünf Läufen durchgeführt. Die ersten drei Athletinnen pro Lauf – hellblau unterlegt – sowie darüber hinaus die zeitschnellste der weiteren Läuferinnen – hellgrün unterlegt – qualifizierten sich für das Halbfinale.

### Vorlauf 1
| Platz | Name               | Nation      | Zeit (s) |
| ----- | ------------------ | ----------- | -------- |
| 1     | Paola Pigni        | Italien     | 54,8     |
| 2     | Karin Wallgren     | Schweden    | 55,3     |
| 3     | Grażyna Chodorek   | Polen       | 55,7     |
| 4     | Ljiljana Petnjarić | Jugoslawien | 55,8     |
| 5     | Lilita Zagere      | Sowjetunion | 56,3     |
| 6     | Adile Dani         | Albanien    | 59,3 NR  |

### Vorlauf 2
| Platz | Name              | Nation           | Zeit (s) |
| ----- | ----------------- | ---------------- | -------- |
| 1     | Anna Chmelková    | Tschechoslowakei | 53,6 NR  |
| 2     | Amelia Louer      | Niederlande      | 54,5     |
| 3     | Deirdre Watkinson | Großbritannien   | 54,9     |
| 4     | Sára Szenteleki   | Ungarn           | 54,9     |
| 5     | Maeve Kyle        | Irland           | 55,4     |
| 6     | Brigitte Flach    | DDR              | 56,0     |

### Vorlauf 3
| Platz | Name              | Nation      | Zeit (s) |
| ----- | ----------------- | ----------- | -------- |
| 1     | Zsuzsa Szabó      | Ungarn      | 54,6     |
| 2     | Stans Brehm       | Niederlande | 54,9     |
| 3     | Tove Bakkejord    | Norwegen    | 55,1     |
| 4     | Natalia Runowa    | Sowjetunion | 55,2     |
| 5     | Ika Maričić       | Jugoslawien | 55,2     |
| 6     | Francine Peyskens | Belgien     | 57,6 NR  |

### Vorlauf 4
| Platz | Name              | Nation           | Zeit (s) |
| ----- | ----------------- | ---------------- | -------- |
| 1     | Rosemary Stirling | Großbritannien   | 54,2     |
| 2     | Berit Berthelsen  | Norwegen         | 54,4     |
| 3     | Hilda Slaman      | Niederlande      | 54,7     |
| 4     | Évelyne Lebret    | Frankreich       | 55,0     |
| 5     | Libuše Macounová  | Tschechoslowakei | 55,4     |
| 6     | Donata Govoni     | Italien          | 55,9     |

### Vorlauf 5

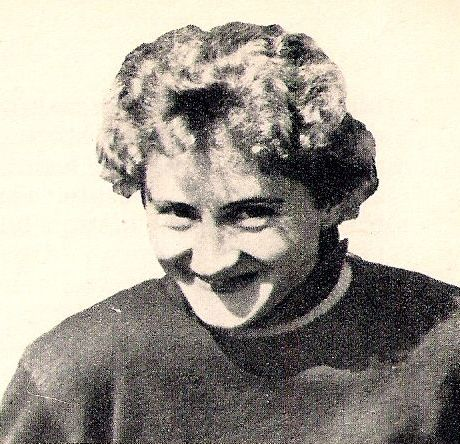
Celina Gerwin, unter ihrem früheren Namen Celina Jesionowska bei den Europameisterschaften 1954 und 1958 über 100 bzw. 200 Meter im Halbfinale, schied hier als Sechste des fünften Vorlaufs aus

| Platz | Name                  | Nation           | Zeit (s) |
| ----- | --------------------- | ---------------- | -------- |
| 1     | Antónia Munkácsi      | Ungarn           | 54,0     |
| 2     | Monique Noirot        | Frankreich       | 54,4     |
| 3     | Helga Henning         | BR Deutschland   | 54,5     |
| 4     | Ljudmila Samotjossowa | Sowjetunion      | 54,6     |
| 5     | Libuše Eichlerová     | Tschechoslowakei | 55,3     |
| 6     | Celina Gerwin         | Polen            | 55,9     |

## Halbfinale
31. August 1966, 18.10 Uhr
In den beiden Halbfinalläufen qualifizierten sich die jeweils ersten vier Athletinnen – hellblau unterlegt – für das Finale.

### Lauf 1

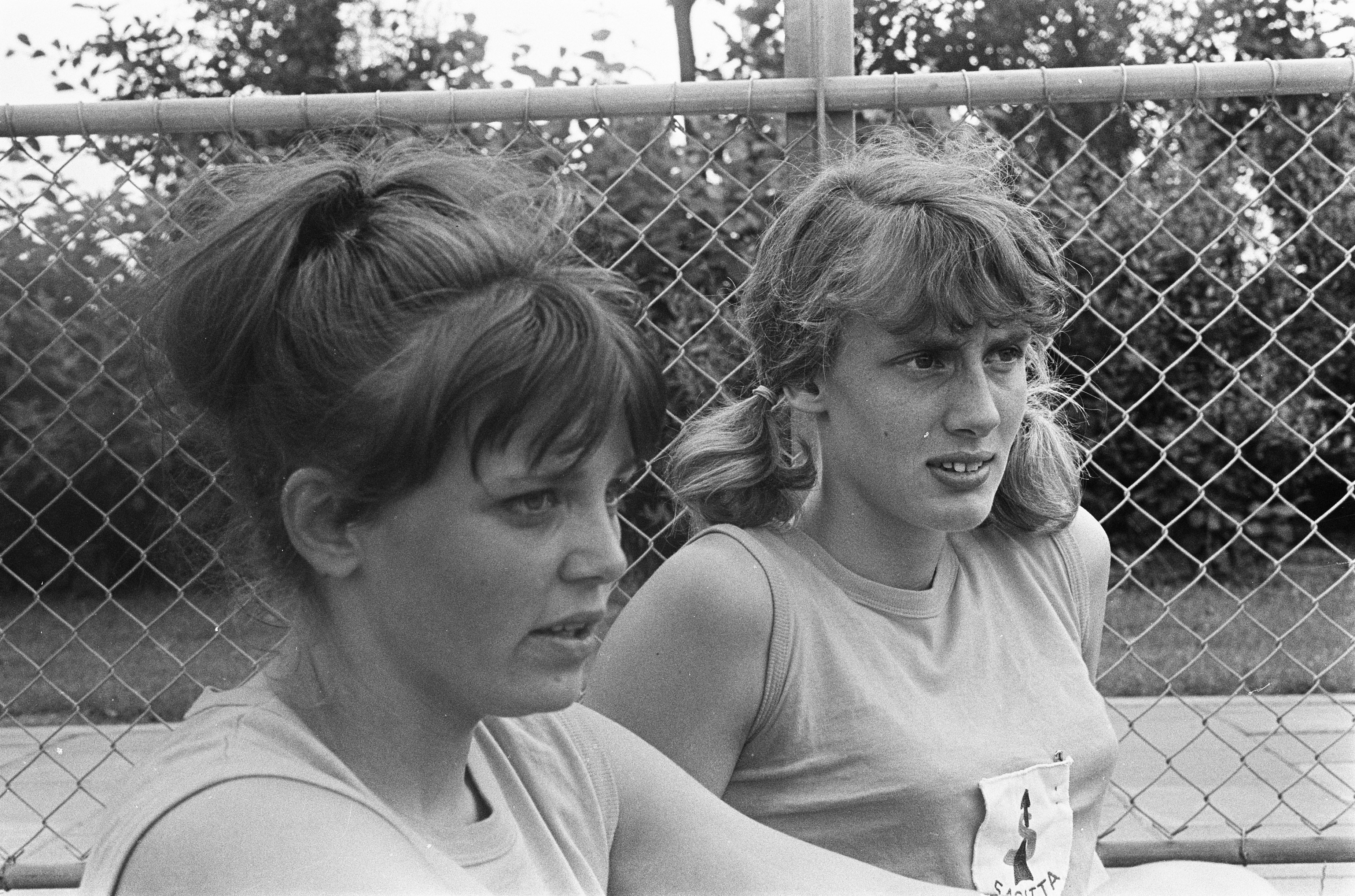
Hilda Slaman (links) und Stans Brehm – jeweils Sechste in ihren Halbfinalläufen – erreichten nicht das Finale

| Platz | Name              | Nation           | Zeit (s) |
| ----- | ----------------- | ---------------- | -------- |
| 1     | Zsuzsa Szabó      | Ungarn           | 54,0     |
| 2     | Anna Chmelková    | Tschechoslowakei | 54,0     |
| 3     | Berit Berthelsen  | Norwegen         | 54,2 NR  |
| 4     | Amelia Louer      | Niederlande      | 54,4     |
| 5     | Karin Wallgren    | Schweden         | 54,5 NR  |
| 6     | Hilda Slaman      | Niederlande      | 54,8     |
| 7     | Deirdre Watkinson | Großbritannien   | 55,7     |
| 8     | Grażyna Chodorek  | Polen            | 56,8     |

### Lauf 2
| Platz | Name                  | Nation         | Zeit (s) |
| ----- | --------------------- | -------------- | -------- |
| 1     | Antónia Munkácsi      | Ungarn         | 53,9     |
| 2     | Monique Noirot        | Frankreich     | 54,0     |
| 3     | Helga Henning         | BR Deutschland | 54,2     |
| 4     | Ljudmila Samotjossowa | Sowjetunion    | 54,2     |
| 5     | Rosemary Stirling     | Großbritannien | 54,5     |
| 6     | Stans Brehm           | Niederlande    | 54,9     |
| 7     | Tove Bakkejord        | Norwegen       | 55,4     |
| 8     | Paola Pigni           | Italien        | 55,6     |

## Finale

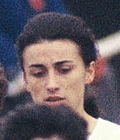
Zsuzsa Szabó, Vizeeuropameisterin über 800 Meter, belegte in diesem Finale Rang sieben
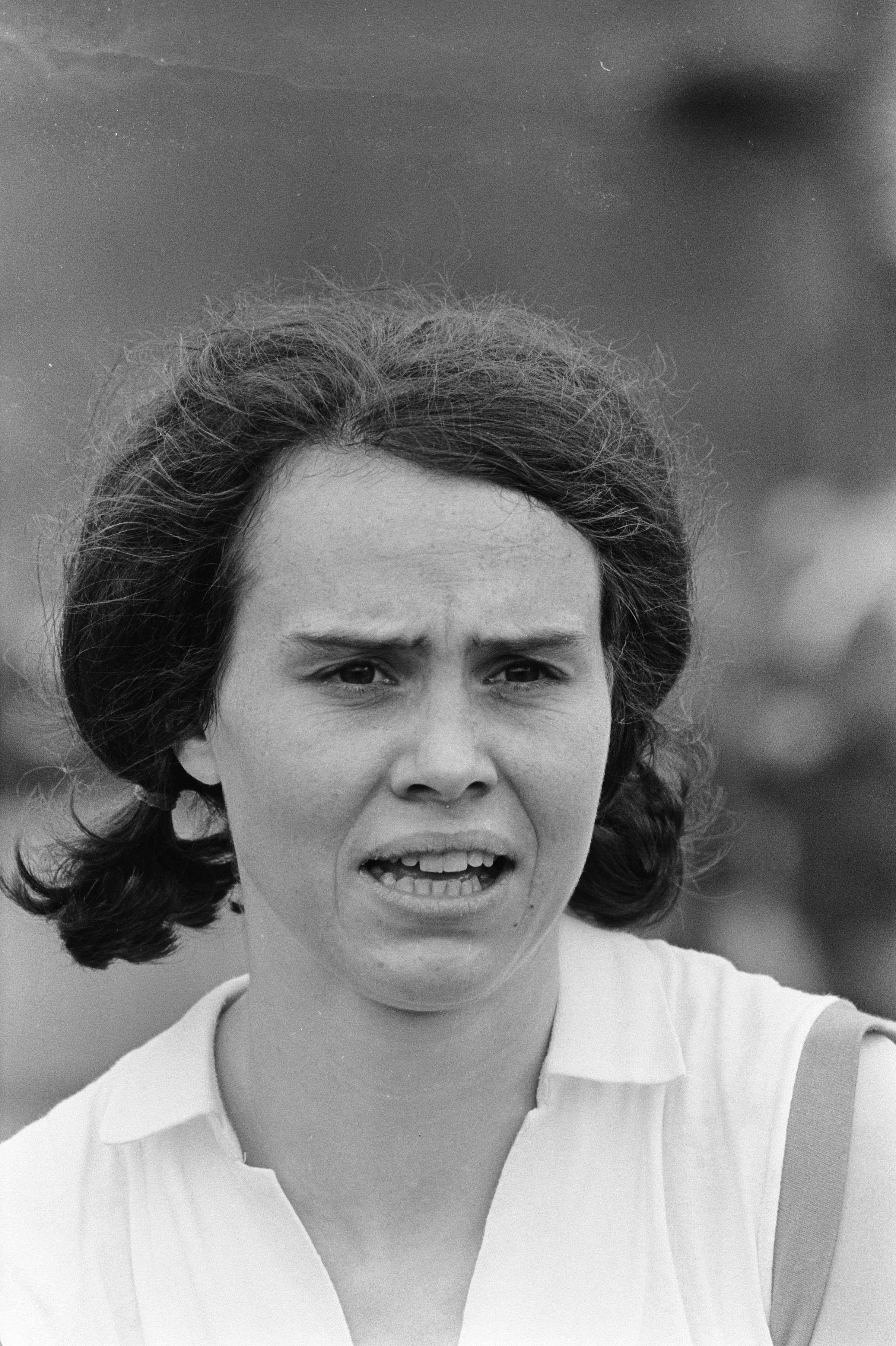
Amelia Louer kam auf den achten Platz

1. September 1966
| Platz | Name                  | Nation           | Zeit (s)   |
| ----- | --------------------- | ---------------- | ---------- |
| 1     | Anna Chmelková        | Tschechoslowakei | 52,9 CR/NR |
| 2     | Antónia Munkácsi      | Ungarn           | 53,9       |
| 3     | Monique Noirot        | Frankreich       | 54,0       |
| 4     | Ljudmila Samotjossowa | Sowjetunion      | 54,0       |
| 5     | Helga Henning         | BR Deutschland   | 54,1 BR    |
| 6     | Berit Berthelsen      | Norwegen         | 54,1 NR    |
| 7     | Zsuzsa Szabó          | Ungarn           | 54,3       |
| 8     | Amelia Louer          | Niederlande      | 55,0       |